# Borstei

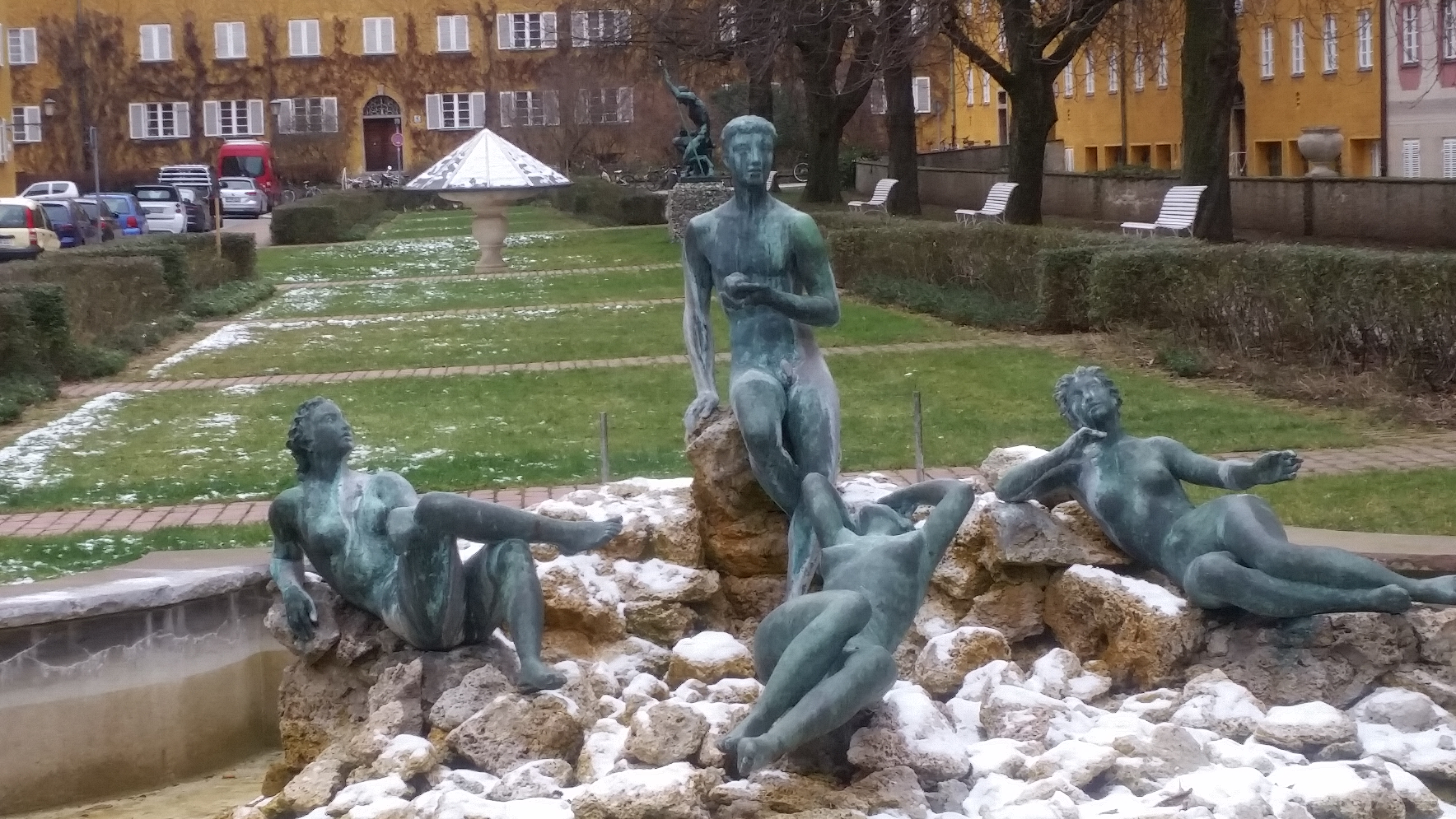
Blick in die Bernhard-Borst-Straße mit Brunnen von 1960 Urteil des Paris, Bildhauer Prof. Jakob Wilhelm Fehrle.

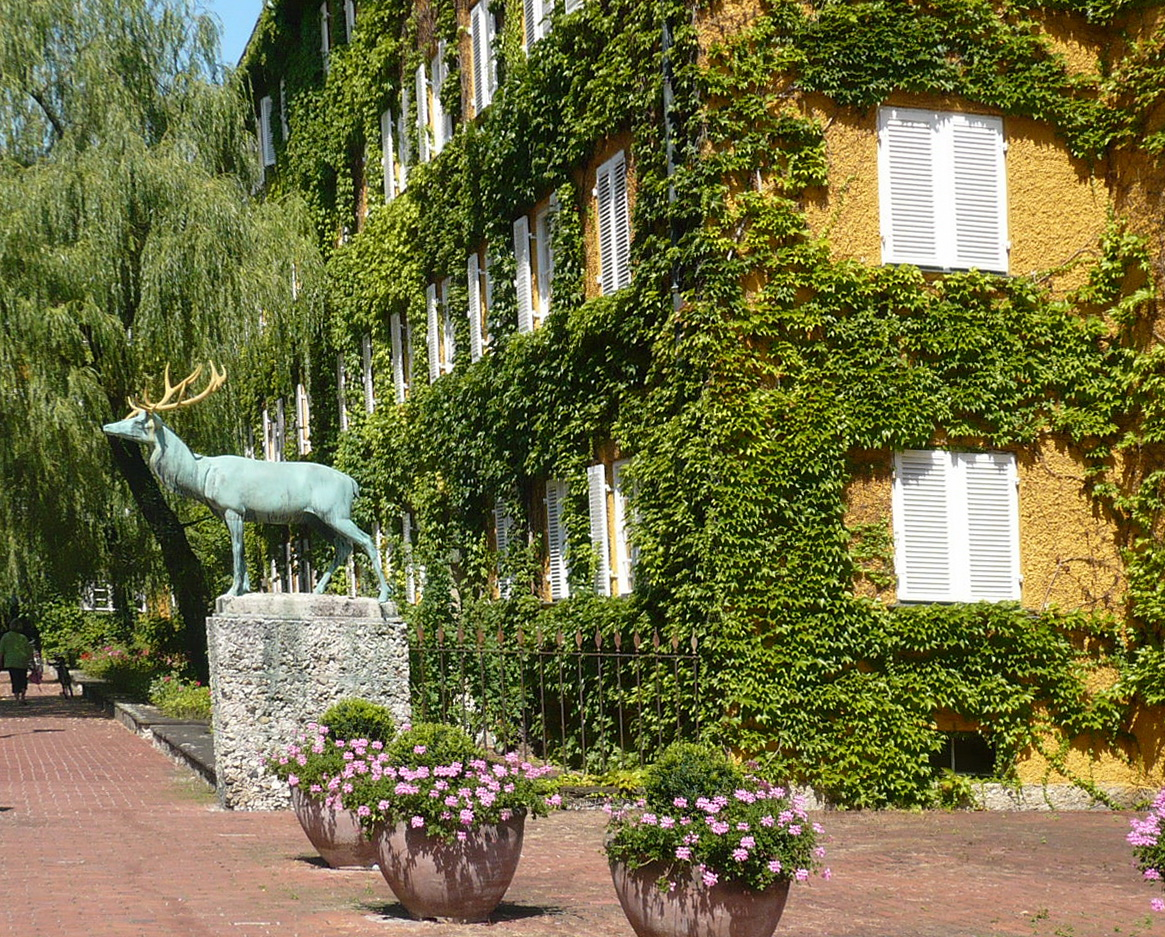
Hirsch (1954) von Heinrich Düll und Georg Pezold in der Hildebrandstraße

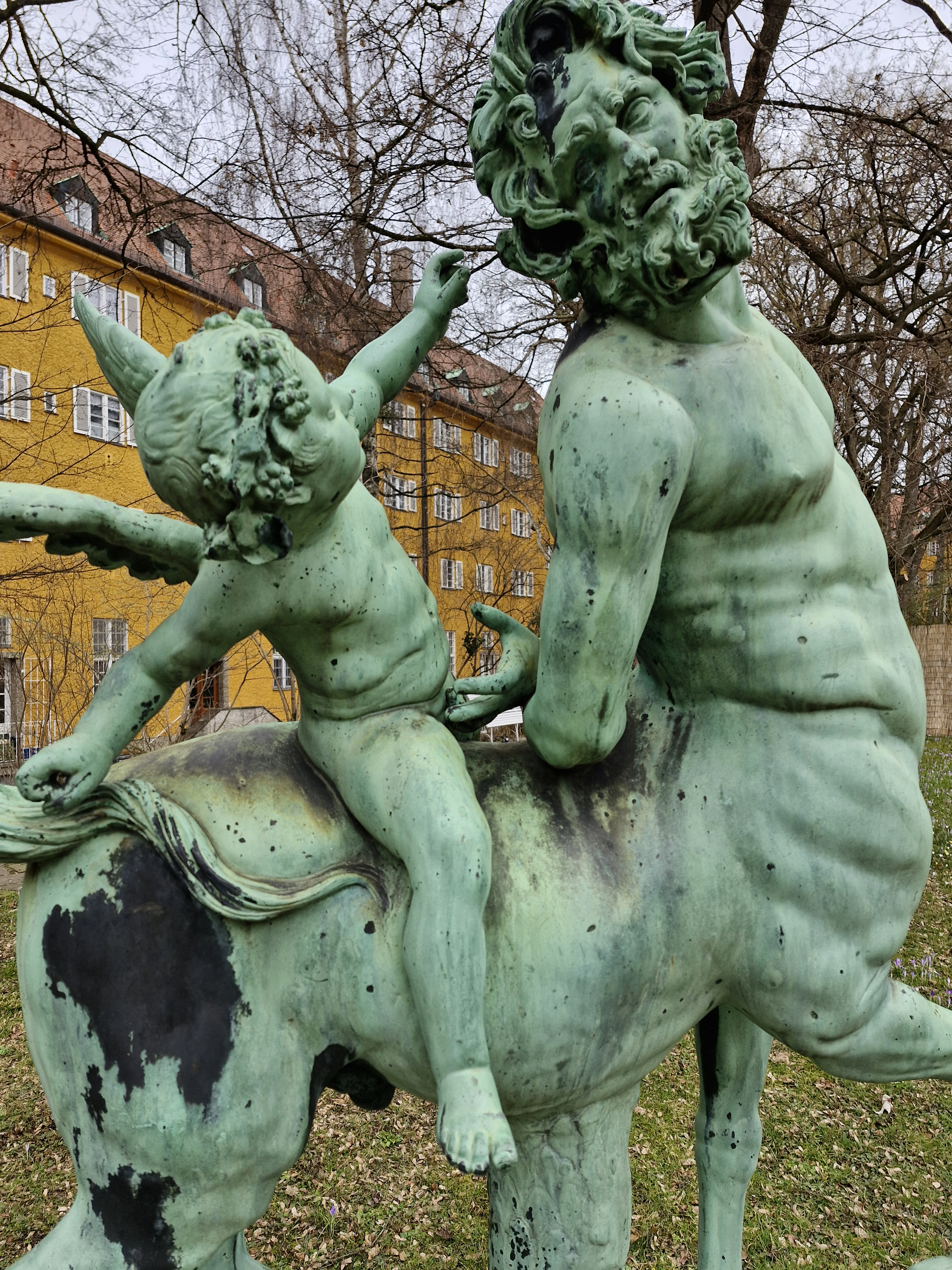
Eros reitet den Zentaur

Die Borstei ist eine denkmalgeschützte Wohnsiedlung im Münchner Stadtbezirk Moosach, die zwischen 1924 und 1929 von dem Architekten und Bauunternehmer Bernhard Borst erbaut wurde.

## Geschichte

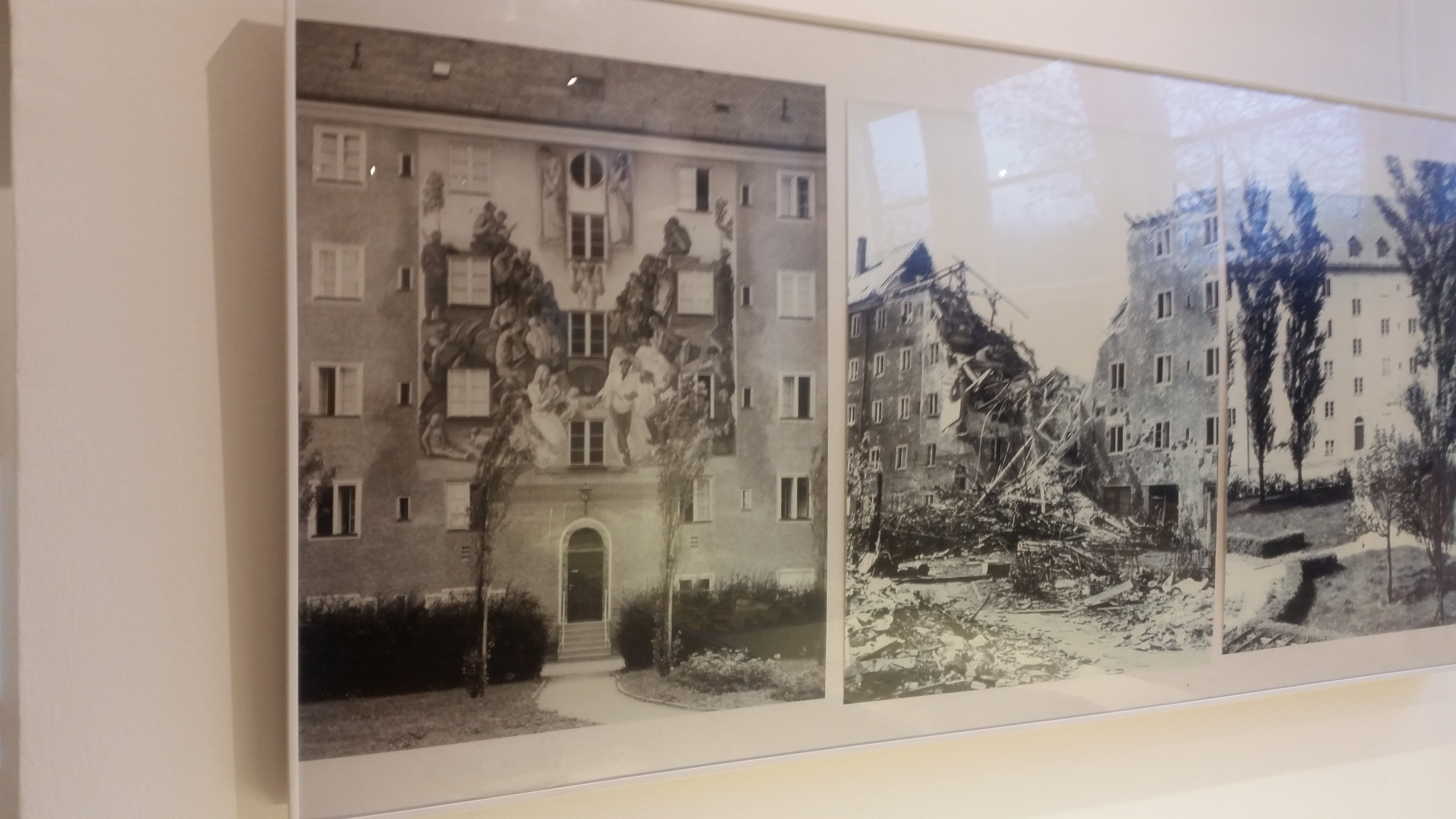
Zerstörung durch Bombentreffer

Als neuen Standort seines Bauunternehmens erwarb Bernhard Borst 1923 ein ca. 90.000 m² großes Grundstück an der Dachauer Straße mit Gleisanschluss. Neben Werkstätten sollten dort auch Wohnhäuser entstehen. Borst schrieb dafür einen Architekturwettbewerb aus. Unter den 60 Einreichungen, die im Münchner Glaspalast ausgestellt waren, wurden zwei 2. Preise vergeben, jedoch kein Sieger gekürt. Borst erstellte nun selbst einen Entwurf: da die Unterbringung des Bauunternehmens entfiel, entstanden in den Folgejahren mehrere um Höfe angeordnete, durch Gewölbe und Durchfahrten verbundene Wohnhäuser. 1927 zog Borst den Architekten Oswald Bieber hinzu.
Mit dem Bau der Borstei verwirklichte der Unternehmer Borst eines seiner Ideale: „So suchte ich die Wohnfrage zu lösen: Das Schöne des Einfamilienhauses mit dem Praktischen einer Etagenwohnung zu verbinden. Dabei wollte ich alles auf die Entlastung der Hausfrau und auf die Gesundheit der Menschen abstimmen.“
Daneben war die Verwebung von Kunst und Natur von großer Bedeutung für Borst und den Entwurf der Anlage. So finden sich in den Freianlagen verschiedene Skulpturen und Reliefe sowie Fresken an den Gebäuden.
Für die Heizungs- und Warmwasserversorgung erhielt die Borstei das erste zentrale Heizkraftwerk Deutschlands (1928), das bis heute in Betrieb ist. Die Zwei-, Drei- und Vier-Zimmerwohnungen boten einen für die damalige Zeit hohen Komfort: Zentralheizung, fließend heißes Wasser, Telefon, Gasherde, Parkett, Bad, Waschbecken und Bidet, beheizte Garagen, Entstaubungsräume zum Teppichklopfen, ebenerdige Abstellräume für Fahrräder und Kinderwagen und Kinderspielplätze in den Höfen.
Die Wäsche konnten die Mieter in der Großwäscherei der Borstei abgeben, die sie innerhalb von 24 Stunden schrankfertig zurücklieferte. Mahlzeiten konnten in der Großküche bestellt werden; sie wurden mit Elektrokarren angeliefert. Für Arbeiten im Haus stehen den Mietern stundenweise – auch heute noch – Schreiner, Installateure, Gärtner, Maler und andere Handwerker zur Verfügung.

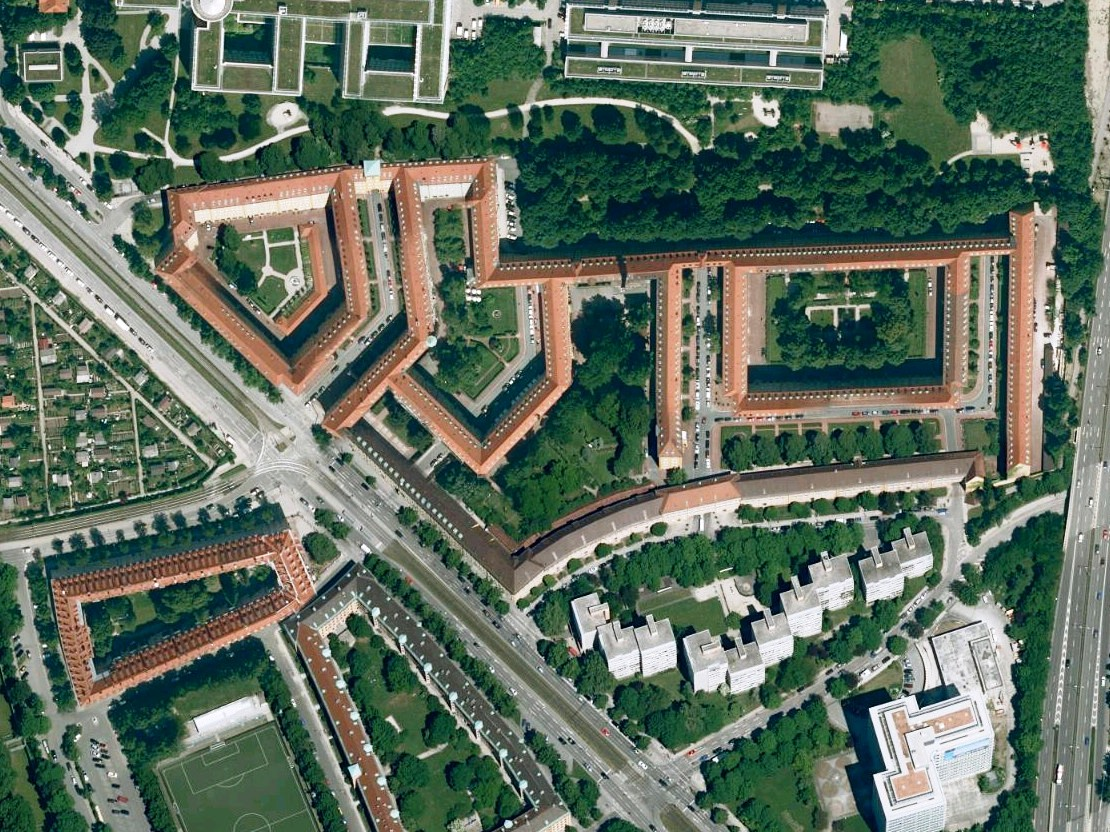
Gesamtanlage

Als die Siedlung fast fertiggestellt war, hatte sie jedoch immer noch keinen Namen. Im Dezember 1928 wurde deshalb ein Preisausschreiben ausgerufen. Aus den über 2600 Einsendungen wie „Paradies, Schlaraffenhof, Borsts Wohnautomat, Borstelysium …“ wurde der mehrfach genannte Begriff „Borstei“ ausgewählt. Im Jahre 1929 war der Bau der Borstei abgeschlossen.
Im Zweiten Weltkrieg erhielt die Borstei einen schweren Bombentreffer und Schäden durch Fliegerbordwaffen.
Borst, der nach dem Krieg selbst in der Borstei lebte, organisierte für die Bewohner Gartenkonzerte und für die Kinder der Siedlung Faschingsfeiern und Sommerfeste.
Borst wurde beeinflusst von den Architekten Theodor Fischer und August Exter. Die Borstei entwickelte sich in den 1930er Jahren schnell zu einem Wohngebiet des höheren Bürgertums.

## Aussehen

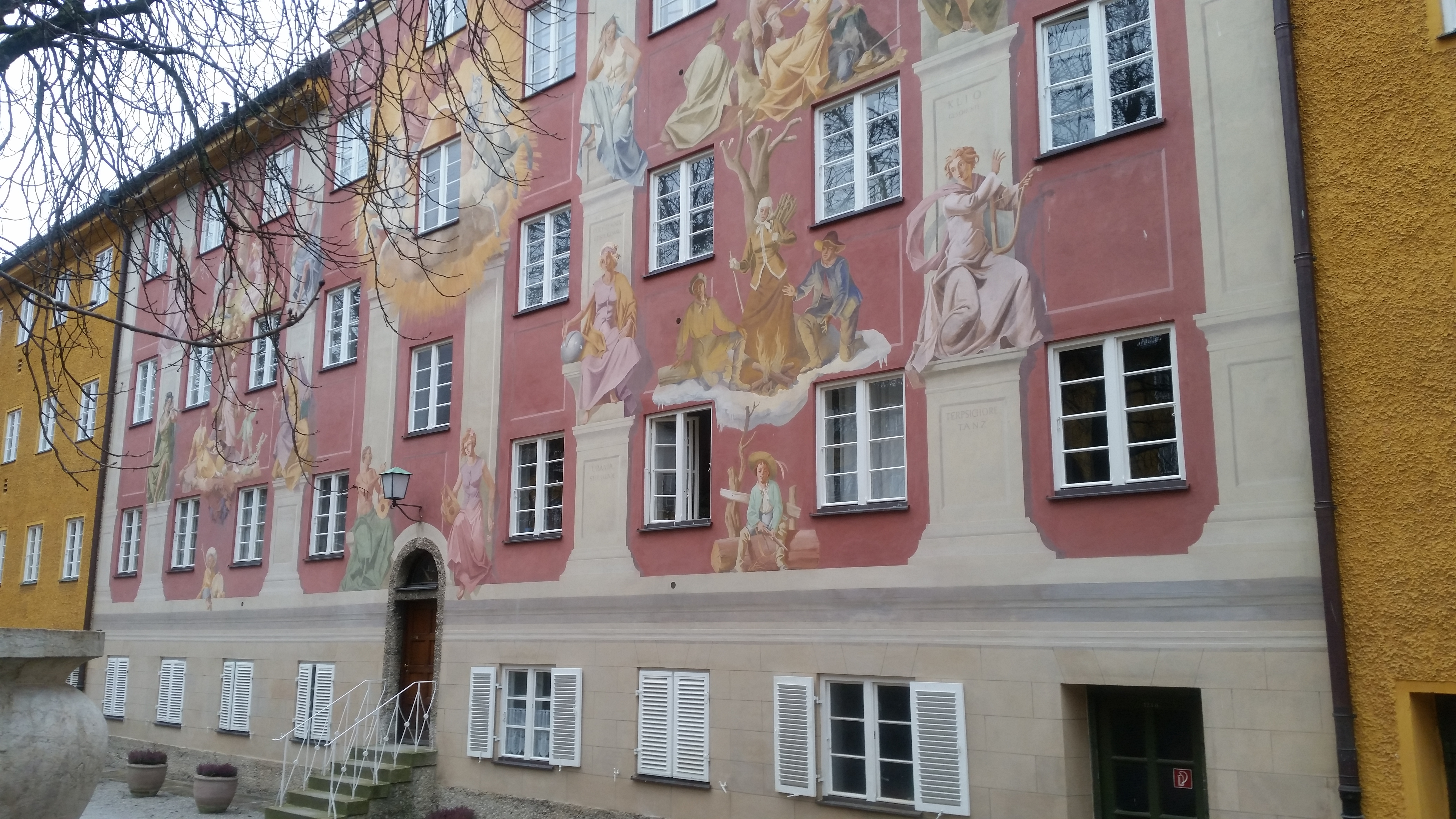
Apoll und die Musen, Fresko in der Bernhard-Borst-Straße, 1959, Maler Heinrich Bickel

Die Siedlung besteht aus 77 aneinandergereihten Mehrfamilienhäusern, die sieben Höfe bilden. Die Gesamtfläche beträgt 68.690 m², davon sind 19.062 m² überbaut (ca. 23 %). Die insgesamt 772 2- bis 5-Zimmer-Wohnungen mit 3.778 Räumen haben eine Fläche von 70.200 m² (Durchschnittsgröße: ca. 91 m²). Die Höfe sind Grünanlagen mit zahlreichen Pflanzungen und geschmückt mit 51 Statuen, zahlreichen Reliefs, einem Teich und neun Brunnen. Daneben gibt es ein eigenes Botanikum, in dem Palmen und Olivenbäume wachsen.
Die Doppelfenster haben einheitliche weiße Fensterläden und ein Teil der Fassaden ist mit Weinreben bewachsen, die keine kelterbaren Trauben hervorbringen. Die individuell gestalteten Häuser sind mit vier haushohen Fresken verziert. In die Häuser integriert wurden Post, Läden, Großküche, Wäscherei, Heizwerk, Kindergärten und ein Cafe.

## Infrastruktur
Die meisten Höfe sind für den Anliegerverkehr freigegeben. Für Fahrzeuge stehen 268 Garagen und 46 Stellplätze zur Verfügung. Abstellräume für Fahrräder und Kinderwagen wurden ebenerdig angelegt. Es wurden 73 Gewerberäume eingerichtet, darunter die Ladenstraße, Arztpraxen, Post, ein Café und zwei Kindergärten.
Die Telefonzentrale verband ab 1929 alle Wohnungen und Einrichtungen miteinander.
Weil die Wohnanlage mit ihrem östlichen Rand unmittelbar an die Landshuter Allee (Mittleren Ring) angrenzt, sind dort Lärmschutzfenster verbaut. Durch die Straßenbahnhaltestelle Borstei (Tram 20 + 21) in der Dachauer Straße und die U-Bahn-Station Westfriedhof wurde die Borstei an den ÖPNV angeschlossen.
Über die Gleisanschlüsse und Verladegleise an der Bahnlinie nach Dachau (jetzt Verlauf Landshuter Allee) wurde u. a. das Heizkraftwerk mit Kohle versorgt. Im Norden befand sich in unmittelbarer Nähe das Gaswerk Moosach.

## Museum

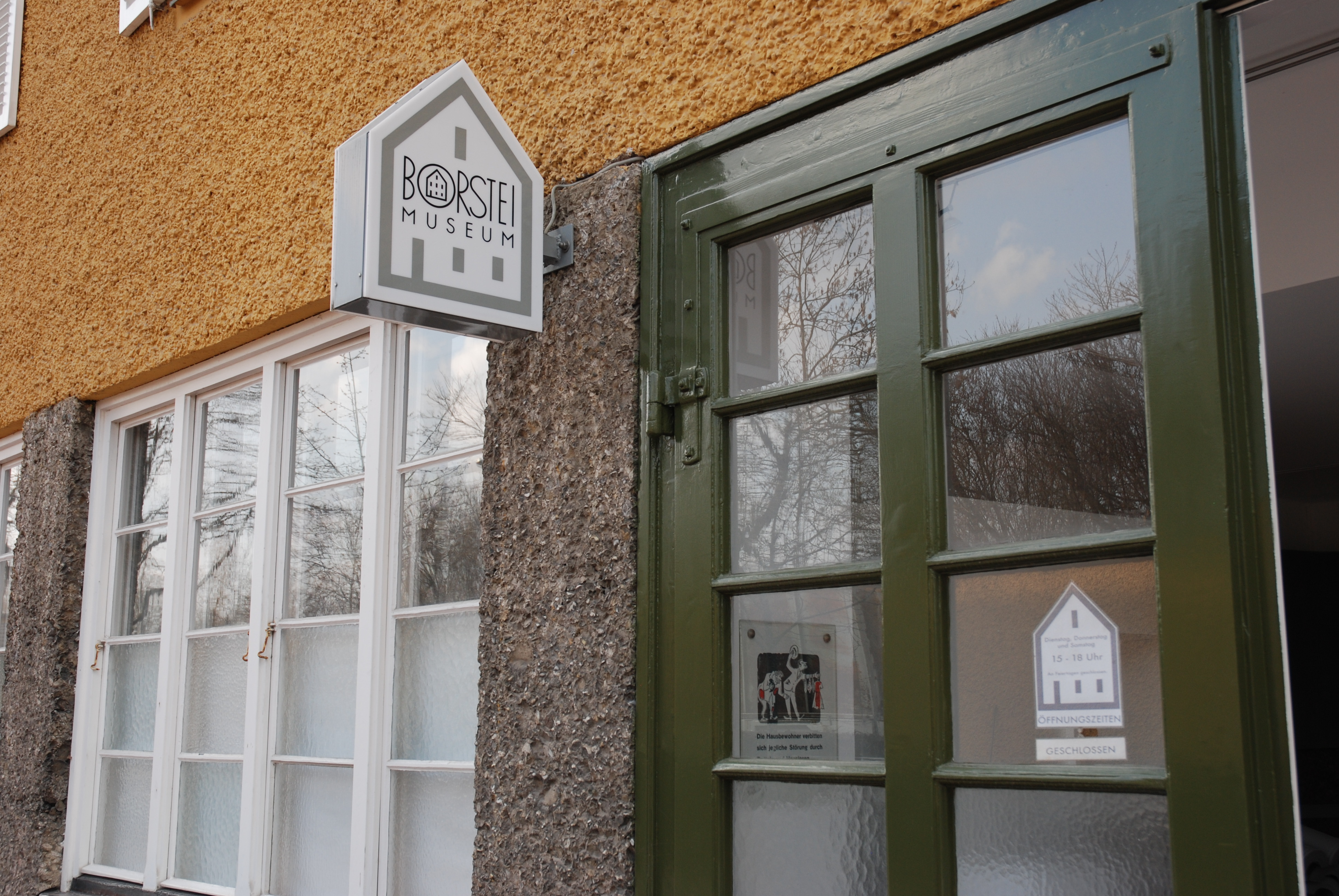

Das Borstei-Museum (Löfftzstraße 10, Hofeingang) wurde im Oktober 2006 auf Initiative von Erna (Line) Borst in Anwesenheit des ehemaligen Oberbürgermeister Christian Ude eröffnet. Es nennt sich das kleinste Museum Münchens!, informiert zu Konzept und Geschichte der Borstei, dem Ehepaar Borst und zeigt zahlreiche Ausstellungsstücke zum Leben in der Borstei.